# Ohr
Ohr was een Duits platenlabel, dat actief was van 1969 tot 1973. Het was een sublabel van Metronome Records, dat zich toelegde op de jonge Duitse rockmuziek, ook wel Krautrock genoemd. Verschillende bands die later nationale en internationale vermaardheid zouden verwerven, zoals Tangerine Dream, Embryo, Guru Guru en Ash Ra Tempel, brachten hun eerste album uit bij Ohr.

## Geschiedenis
Toen op het eind van de jaren 60 de markt van de rockmuziek sterk groeide, zetten verschillende grote platenlabels nieuwe "progressieve" sublabels op voor deze nieuwe markt. Metronome riep het label Ohr in het leven, waarmee ze Duitse rockgroepen op de markt wouden brengen. Het label werd uitgebouwd door de Keulse muziekjournalist en -organisator Rolf-Ulrich Kaiser, samen met Peter Meisel van platenlabel Hansa die voor financiële steun zorgde. Metronome had verder weinig invloed op de dagelijkse werking van het label, die werd verzorgd door Ohr Musik Produktion GmbH. De productie begon eind 1969 en de volgende jaren werden in hoog tempo verschillende platen uitgegeven.
Het ontwerp van de platenhoezen van de eerste vijf albums op Ohr was van de hand van graficus Reinhard Hippen. In elk van die covers waren afbeeldingen van lichaamsdelen van babypoppen verwerkt. Dieter Dierks werkte als geluidstechnicus bij het label, later werd dit Conny Plank.
In de loop van 1971 verlieten Bruno Wendel en Günter Körber uit onvrede met Kaiser de A&R-afdeling van Ohr, om in 1972 met Brain Records hun eigen label op te richten. Rolf-Ulrich Kaiser en zijn vriendin Gille Lettmann ("Sternenmädchen") dreven ondertussen steeds meer in de richting van de esoterische, psychedelische tegencultuur, en kwamen onder meer in contact met de Amerikaanse psycholoog en LSD-adept Timothy Leary. Kaiser vormde zijn platenlabel om tot het nieuwe label Die Kosmischen Kuriere, om daarop vanaf 1973 muziek uit te brengen die door hun ideeën was beïnvloed. Verschillende overblijvende artiesten op Ohr konden zich niet meer identificeren met de ideeën van Kaiser of spanden om financiële of contractuele redenen processen aan tegen Kaiser en Ohr, en de activiteiten van Ohr werden gestaakt.

## Discografie
| Catalogusnummer | Artiest                    | Album                                 | Uitgave        |
| --------------- | -------------------------- | ------------------------------------- | -------------- |
| OMM 56000       | Floh de Cologne            | Fließbandbabys Beat-Show              | maart 1970     |
| OMM 56001       | Limbus 4                   | Mandalas                              | maart 1970     |
| OMM 56002       | Bernd Witthüser            | Lieder von Vampiren, Nonnen und Toten | maart 1970     |
| OMM 56003       | Embryo                     | Opal                                  | april 1970     |
| OMM 56004       | Tangerine Dream            | Electronic meditation                 | juni 1970      |
| OMM 56005       | Guru Guru                  | UFO                                   | juni 1970      |
| OMM 2/56006     | Various                    | Ohrenschmaus                          | september 1970 |
| OMM 56007       | Annexus Quam               | Osmose                                | september 1970 |
| OMM 56008       | Amon Düül                  | Paradieswärts Düül                    | januari 1971   |
| OMM 56009       | Roger Bunn                 | Peace of Mind                         | 1971           |
| OMM 56010       | Floh de Cologne            | Rockoper Profitgeier                  | januari 1971   |
| OMM 56011       | Paul und Limpe Fuchs/Anima | Stürmischer Himmel                    | januari 1971   |
| OMM 56012       | Tangerine Dream            | Alpha Centauri                        | januari 1971   |
| OMM 56013       | Ash Ra Tempel              | Ash Ra Tempel                         | maart 1971     |
| OMM 56014       | Xhol                       | Hau-RUK                               | maart 1971     |
| OMM 56015       | Birth Control              | Operation                             | maart 1971     |
| OMM 56016       | Witthüser & Westrupp       | Trips und Träume                      | maart 1971     |
| OMM 556017      | Guru Guru                  | Hinten                                | juli 1971      |
| OMM 2/56018     | Various                    | Mittens Ins Ohr                       |                |
| OMM 556019      | Mythos                     | Mythos                                | januari 1972   |
| OMM 556020      | Ash Ra Tempel              | Schwingungen                          | maart 1972     |
| OMM 2/56021     | Tangerine Dream            | Zeit                                  | mei 1972       |
| OMM 556022      | Klaus Schulze              | Irrlicht                              | mei 1972       |
| OMM 556023      | Walpurgis                  | Queen Of Saba                         | juni 1972      |
| OMM 556024      | Xhol                       | Motherfuckers GmbH & Co. KG           | 1972           |
| OMM 556025      | Birth Control              | Believe In The Pill                   | 1972           |
| OMM 2/56027     | Various                    | Kosmische Musik                       | juli 1972      |
| OMM 556028      | Annexus Quam               | Beziehungen                           | juli 1972      |
| OMM 2/56029     | Floh de Cologne            | Lucky Streik Live                     | november 1972  |
| OMM 556030      | Arno Clauss                | An Tante Gertie in Zons am Rhein      | 1972           |
| OMM 556031      | Tangerine Dream            | Atem                                  | januari 1973   |
| OMM 556032      | Ash Ra Tempel              | Join Inn                              | januari 1973   |
| OMM 556033      | Floh de Cologne            | Geyer-Symphonie                       | 1973           |

Catalogusnummer OMM 556026 werd niet uitgebracht.

### Singles
| Catalogusnummer | Artiest              | Titel                                                                                               | Uitgaven |
| --------------- | -------------------- | --------------------------------------------------------------------------------------------------- | -------- |
| OS 57.000       | Amon Düül            | Eternal Flow / Paramechanical World                                                                 | 1970     |
| OS 57.001       | Floh de Cologne      | St. Pauli, Du mein Loch zur Welt / Bruno-Lied                                                       | 1970     |
| OS 57.002       | Witthüser & Westrupp | Einst kommt die Nacht / Wer schwimmt dort (Flipper)                                                 | 1970     |
| OS 57.003       | Birth Control        | Hope / Rollin'                                                                                      | 1970     |
| OS 57.004       | Witthüser & Westrupp | Nimm einen Joint / Lasst uns auf die Reise gehen                                                    | 1971     |
| OS 57.005       | Birth Control        | The Work Is Done / Flesh And Blood                                                                  | 1971     |
| OS 57.006       | Tangerine Dream      | Ultima Thule                                                                                        | 1971     |
| OS 57.007       | Birth Control        | What's Your Name / Believe In The Pill                                                              | 1972     |
| OS 57.008       | Golgatha             | Dies Irae / Children's Game                                                                         | 1972     |
| OS 57.009       | Floh de Cologne      | Emil in Erkenschwick / Zahlen mußt Du                                                               | 1972     |
| OS 57.011       | Arno Clauss          | Karlchen oder So kann das nicht weitergeh'n/ Manchen Leuten möchte ich gerne in die Fresse schlagen |          |
| OS 57.012       | Floh de Cologne      | Der Löwenthaler / Bayerisches Heimatlied (met Dieter Süverkrüp)                                     | 1973     |

Catalogusnummer OS 57.010 werd niet uitgebracht.